# ایرنا برناسکووا
ایرنا برناسکووا ((به چکی: Irena Bernášková)؛ ۷ فوریهٔ ۱۹۰۴ – ۲۶ اوت ۱۹۴۲) روزنامه‌نگار و نویسنده اهل چکسلواکی بود. وی از فعالین مقاومت چکسلواکی علیه اشغال چکسلواکی در خلال جنگ جهانی دوم بود.
او اولین زن چک بود که توسط نازی‌ها اعدام شد.

## زندگی‌نامه
ایرنا در فوریه ۱۹۰۴ در پراگ متولد شد. پدر وی نقاش بود و وی دومین از سه دختر خانواده بود. در طول جنگ جهانی اول، خانواده وی در بوستون، ایالات متحده ساکن شد. خانه آنها در بوستون مرکز مهمی از جلسات سیاستمداران و دولتمردان برای استقلال چکسلواکی بود. شخصیت‌هایی مانند توماس مازاریک، ادوارد بنش و میلان راشتیسلاو شوفانیک از خانه آنها دیدن کردند. ایرنا در سال ۱۹۲۱ همراه با خواهرانش به چکسلواکی بازگشت. در سال ۱۹۲۵ در پراگ با پسر عموی خود، فرانتیچ برنشک، ازدواج کرد. والدینش مخالف این ازدواج بودند و حتی پدرش به مدت ۴ سال تمام تماس‌ها با او را قطع کرد
در طول بسیج توافقنامه مونیخ، ایرنا برناسکووا به عنوان یک پرستار صلیب سرخ داوطلب شد و به پناهندگان در منطقه مرزی اشغال شده چکسلواکی کمک کرد.

## مقاومت و اعدام
ایرنا در طول اشغال چکسلواکی توسط نیروهای آلمانی، اقدام به پخش جزوات و تراکت علیه اشغالگری و شروع به همکاری با پدرش در انتشار مجله غیرقانونی V boj (مبارزه کن) در سال ۱۹۳۹ کرد. او همچنین به سازماندهی حملات در مرز با اسلواکی کمک کرد. اگر چه گشتاپو به دنبال دستگیری او بود ولی ایرنا توانست بگریزد و انتشار مجله را ادامه دهد.
او در ۲۱ سپتامبر ۱۹۴۰ در پراگ، خیابان پوچیچی، با مدرک شناسایی جعلی دستگیر شد. در طی بازجویی، او سعی کرد همه اتهامات را بپذیرد و بدینوسیله تعدادی از اعضای مقاومت را نجات داد. با این حال، اعضای خانواده اش دستگیر شدند - شوهرش در اردوگاه مرگ بوخن‌والد و پدرش در اردوگاه کار اجباری داخائو درگذشتند. ایرنا برناسکووا اولین زن چک بود که توسط نازی‌ها به اعدام محکوم شد. او در ۵ مارس ۱۹۴۲ محکوم شد و سپس در اوت ۱۹۴۲ در زندان Plötzensee، برلین با گیوتین اعدام شد.